# 岷县薹草
岷县薹草（学名：Carex minxianensis）为莎草科薹草属的植物，是中国的特有植物。分布于中国大陆的甘肃省等地，生长于海拔3,000米的地区，一般生于山谷潮湿处，目前尚未由人工引种栽培。
其种加词“minxianensis”意为“岷县的”。